# Phleum bertolonii
Phleum pratense là một loài thực vật có hoa trong họ Hòa thảo. Loài này được DC. miêu tả khoa học đầu tiên năm 1813.

## Hình ảnh

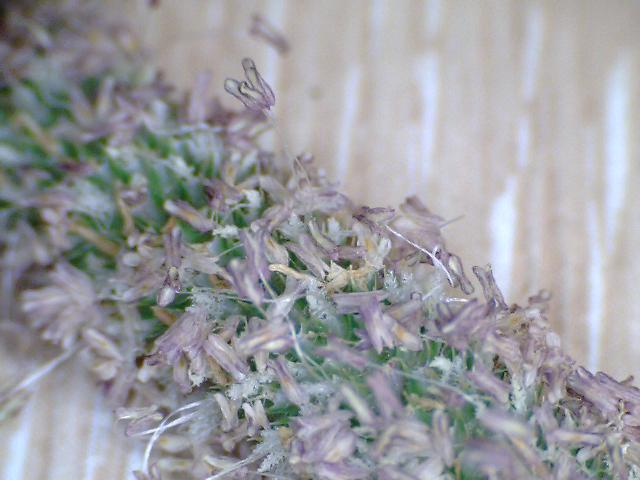
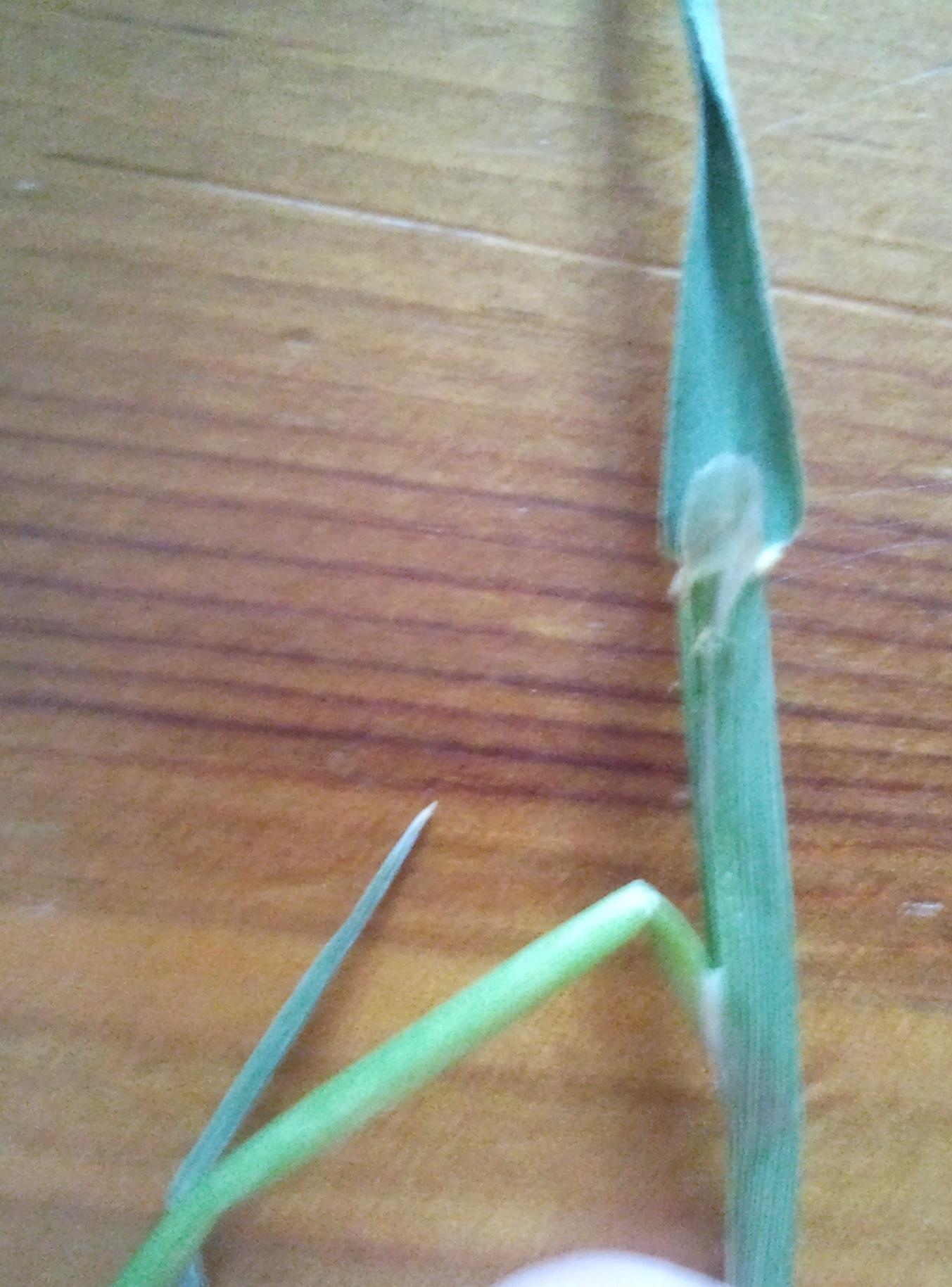
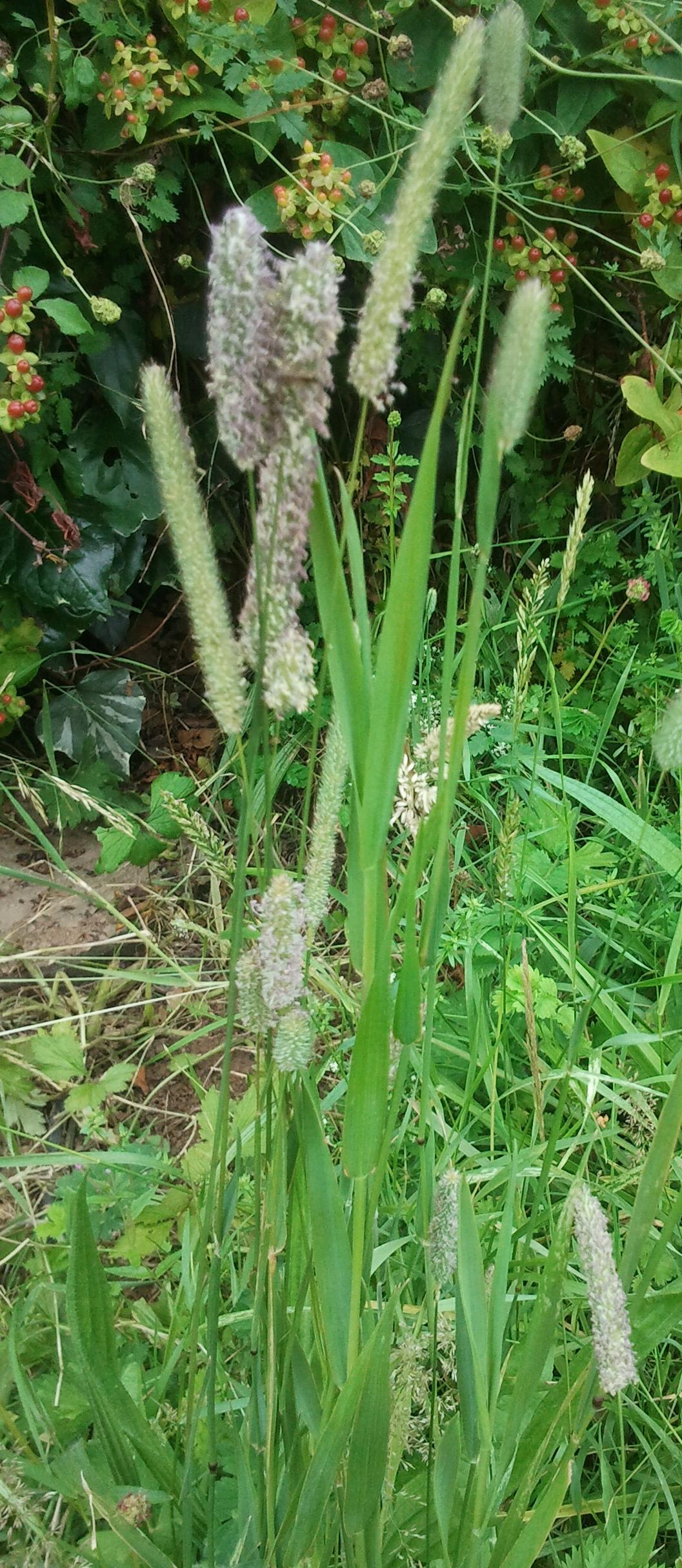
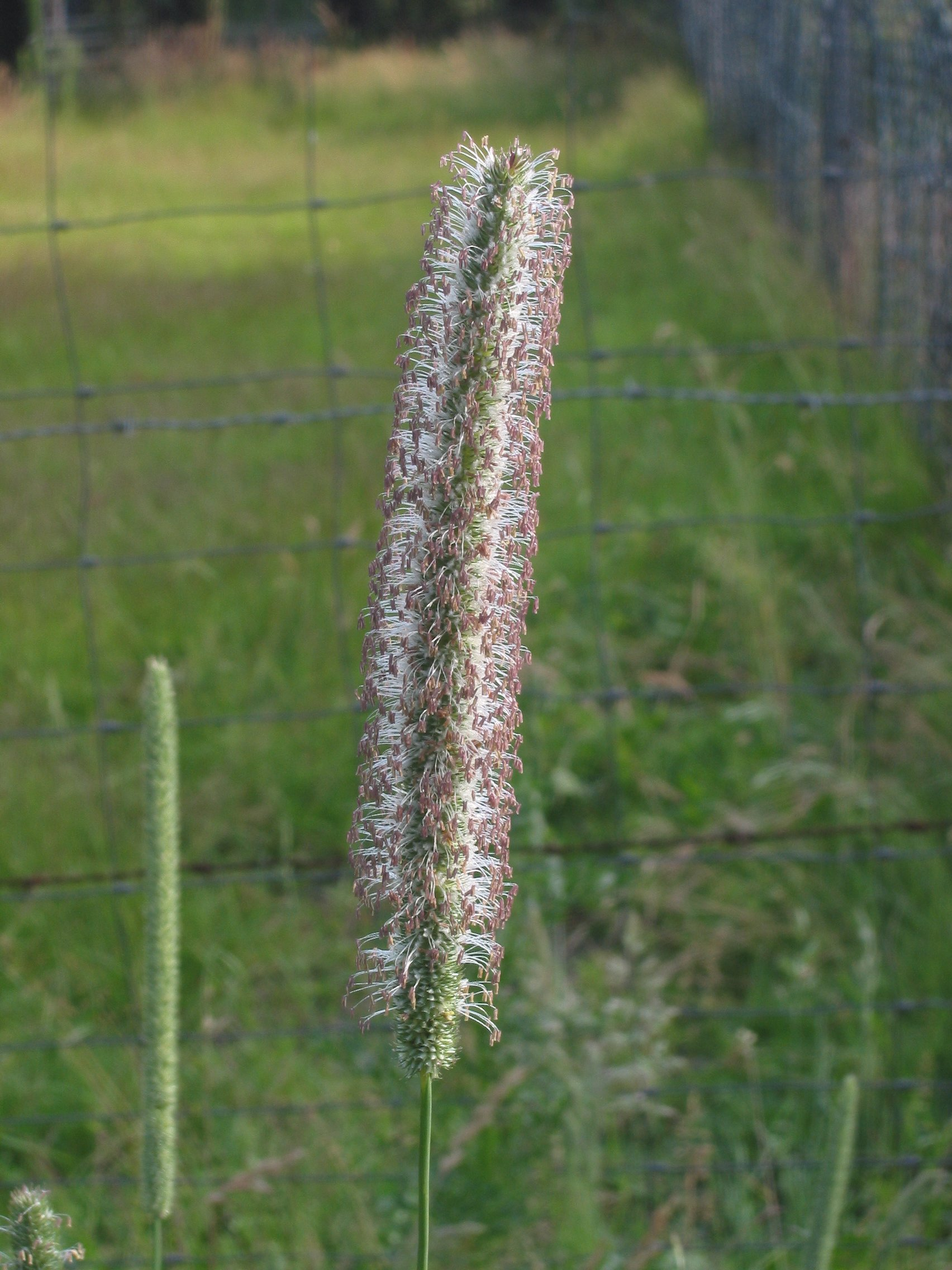